# Adolfo
Adolfo est une municipalité brésilienne de l'État de São Paulo et la Microrégion de São José do Rio Preto.

## Démographie
| Évolution de la population (municipalité) | Évolution de la population (municipalité) | Évolution de la population (municipalité) | Évolution de la population (municipalité) |
| Année                                     | Population                                |                                           | %±                                        |
| ----------------------------------------- | ----------------------------------------- | ----------------------------------------- | ----------------------------------------- |
| 1960                                      | 3 774                                     |                                           | —                                         |
| 1970                                      | 3 969                                     |                                           | 5,2%                                      |
| 1980                                      | 3 607                                     |                                           | −9,1%                                     |
| 1991                                      | 3 272                                     |                                           | −9,3%                                     |
| 2000                                      | 3 684                                     |                                           | 12,6%                                     |
| 2010                                      | 3 557                                     |                                           | −3,4%                                     |
| 2022                                      | 4 351                                     |                                           | 22,3%                                     |
| ,                                         |                                           |                                           |                                           |